# Ischitella
Ischitella är en ort och kommun i provinsen Foggia i regionen Apulien i Italien. Kommunen hade 4 411 invånare (2017).